# Острова Гватемалы

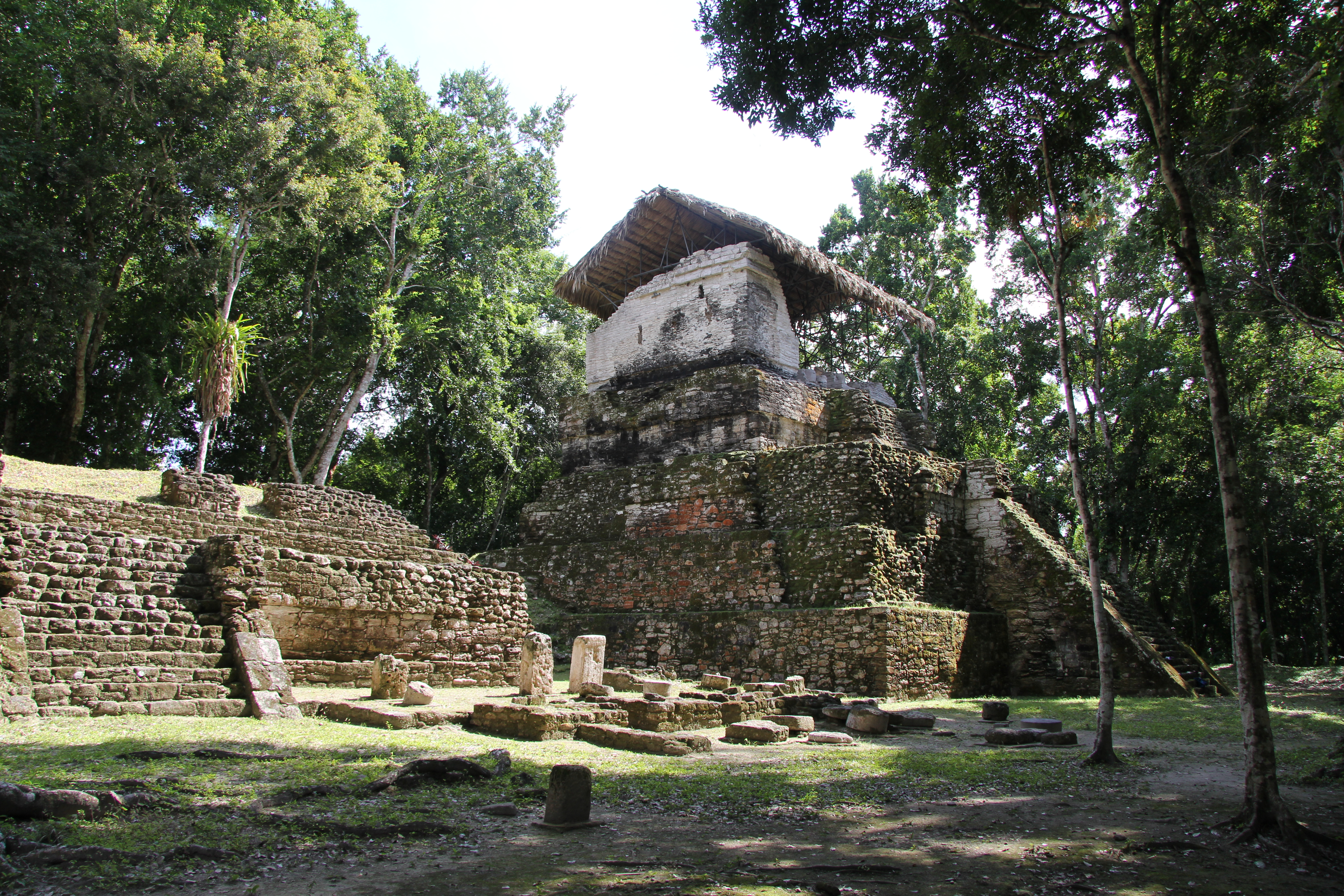
Строение Майя на острове Топоксте.

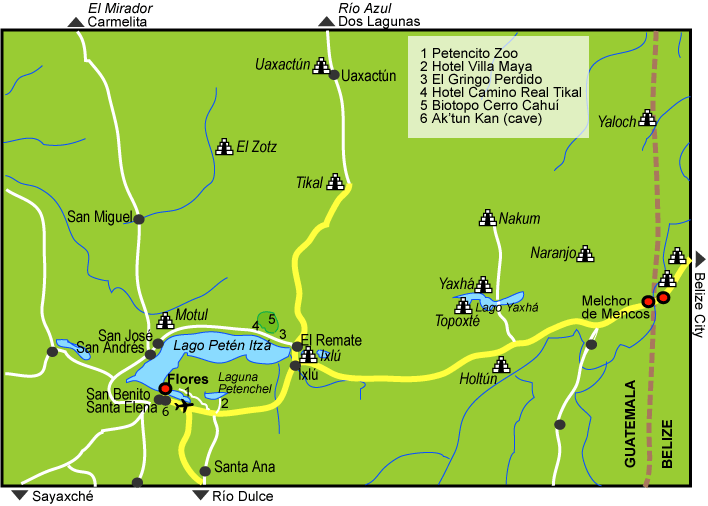
Расположение Топоште в восточной части Петена.

Гватемала насчитывает несколько крошечных островков: четыре на озере Эль-Гольфете и три на озере Петен-Ица.

## Внутренние острова
| Остров       | Озеро        |
| ------------ | ------------ |
| Cayo Julio   | Эль-Гольфете |
| Cayo Grande  | Эль-Гольфете |
| Cayo Palomo  | Эль-Гольфете |
| Cuatro Cayos | Эль-Гольфете |
| Canté        | Петен-Ица    |
| Paxté        | Петен-Ица    |
| Topoxte      | Петен-Ица    |